# Philharmostes latericostatus
Philharmostes latericostatus är en skalbaggsart som beskrevs av Leon Fairmaire 1884. Philharmostes latericostatus ingår i släktet Philharmostes och familjen Hybosoridae. Inga underarter finns listade i Catalogue of Life.